# 辛恩
辛恩（德語：Sinn）是德国黑森州的一个市镇。总面积18.72平方公里，总人口6479人，其中男性3182人，女性3297人（2011年12月31日），人口密度346人/平方公里。